# Rio di San Giovanni e Paolo a Venezia
Rio di San Giovanni e Paolo a Venezia è un dipinto di Emma Ciardi. Eseguito nel 1925, appartiene alle collezioni d'arte della Fondazione Cariplo.

## Descrizione
Si tratta di uno scorcio veneziano tipico della produzione della Ciardi, sempre ancorata al vedutismo settecentesco e rinomata per i suoi effetti cromatici e luminosi di estrema gradevolezza.